# جزایر پام

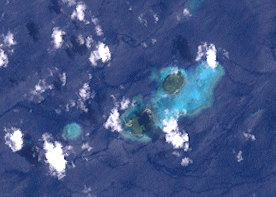
جزایر پام

جزیره‌های پام یک گروه جزیره هستند که در مجمع الجزایر آدمیرالتی و در دریای بیسمارک واقع گردیده‌اند. این جزایر در محدوده جغرافیایی پاپوآ گینه نو واقع شده‌اند.
این زنجیره جزیرگان در جنوب جزیره مأنوس و در جنوب غربی جزیره لو قرار دارد. جزیره اصلی اش بالوآن نام دارد که از تراکم جنگلی بالایی برخوردار است و یک سکونتگاه در آنجا موجود می‌باشد.

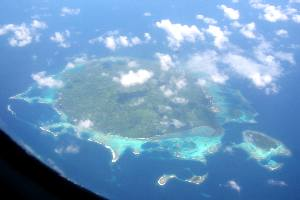
جزیره بالوآن

ساکنین این جزایر به زبان بالوآنی-پامی سخن می‌گویند.